# Plano espacial de narración (sonido)
Plano espacial de narración, se utiliza para articular la expresión sonora, para proporcionarle espacialidad. Como su propio nombre indica, son planos que denotan el lugar donde se produce la acción y si hay movimiento de un lugar a otro. Por ejemplo, el piar de los pájaros, puede situarnos ante una imagen sonora campestre; en cambio, el redoblar de los tambores unido a unos disparo de fusil proporciona la imagen sonora de una ejecución, etc.
- Datos: Q6077713